# Wolfgang Böhmer
Wolfgang Böhmer (ur. 27 stycznia 1936 w Dürrhennersdorfie, zm. 29 czerwca 2025 w Magdeburgu) – niemiecki polityk i lekarz, działacz Unii Chrześcijańsko-Demokratycznej (CDU), w latach 2002–2011 premier Saksonii-Anhaltu.

## Życiorys
W 1954 zdał egzamin maturalny w Löbau, w 1959 ukończył medycynę na Uniwersytecie w Lipsku. Doktoryzował się, a w 1983 habilitował się na Uniwersytecie Marcina Lutra w Halle i Wittenberdze. W 1966 uzyskał specjalizację lekarską z zakresu ginekologii. W latach 1960–1973 pracował w szpitalu powiatowym w Görlitz, od 1974 do 1991 był ordynatorem oddziału ginekologicznego w szpitalu Krankenhaus Paul-Gerhardt-Stift w Wittenberdze.
W 1990 zaangażował się w działalność polityczną w ramach wschodnioniemieckiej Unii Chrześcijańsko-Demokratycznej, w tym samym roku wstąpił w szeregi zjednoczonej Unii Chrześcijańsko-Demokratycznej. Od 1990 do 2011 z przerwami był posłem do landtagu kraju związkowego Saksonia-Anhalt. W rządzie krajowym pełnił funkcję ministra finansów (1991–1993) oraz ministra pracy i spraw społecznych (1993–1994). Był także wiceprzewodniczącym regionalnego parlamentu (1998–2001) i przewodniczącym frakcji poselskiej CDU (2001–2002). Od 1998 do 2004 kierował krajowymi strukturami partii. W maju 2002 objął urząd premiera Saksonii-Anhaltu, który sprawował do kwietnia 2011. W kadencji 2002–2003 wykonywał obowiązki przewodniczącego Bundesratu.

## Odznaczenia
- Order Zasługi Saksonii-Anhaltu (2015)[3]